# 레베카 멕키넌

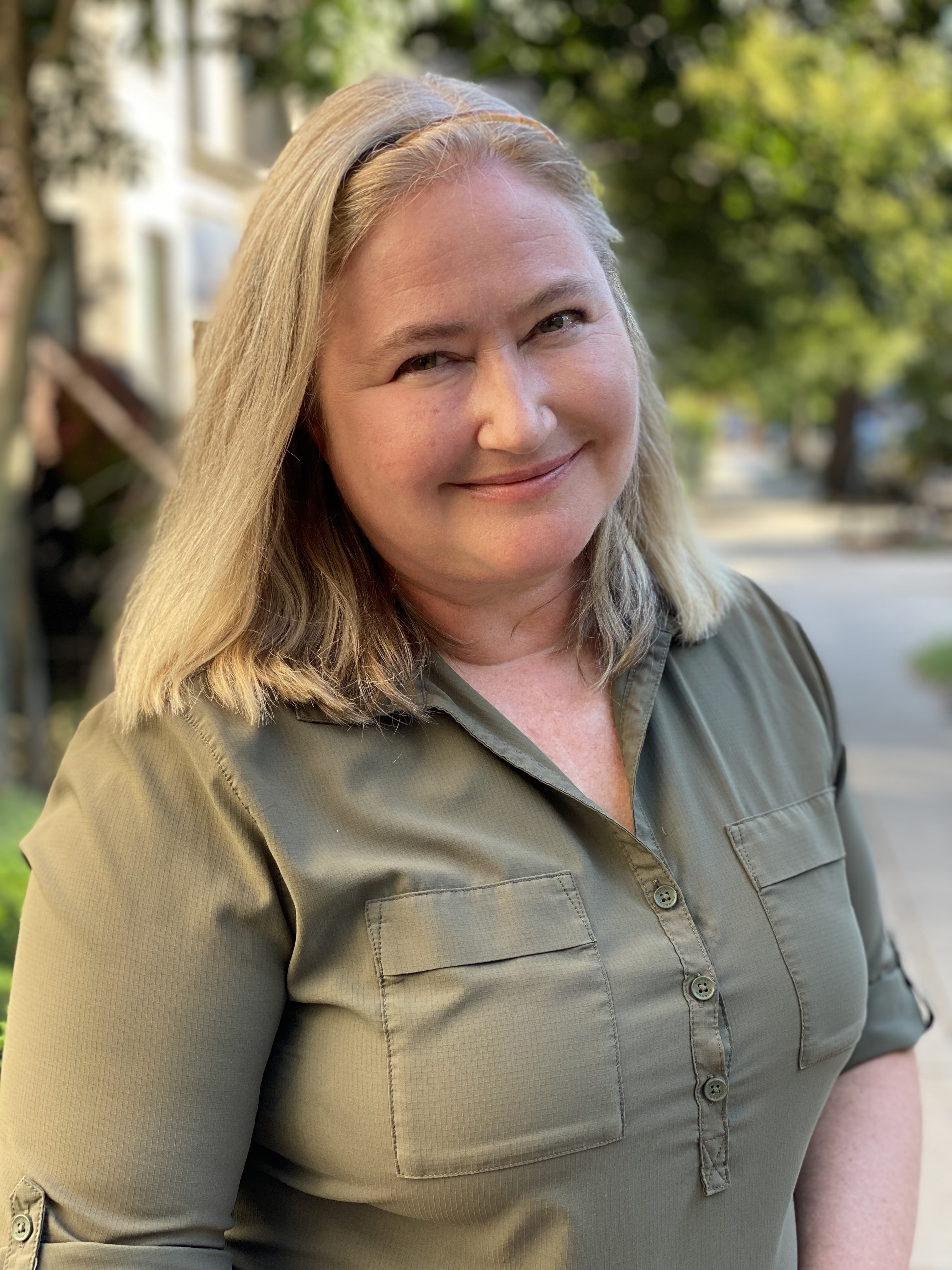
2005년 베이징시에서의 모습

레베카 멕키넌(Rebecca MacKinnon, 1969년 9월 16일 ~ )은 작가, 연구원, 인터넷 자유 옹호자이자 시민 미디어 네트워크인 글로벌 보이스의 공동 창립자이다. 베이징과 이후 도쿄도에서 CNN 지국을 이끌었던 전 CNN 기자로 유명하다. 그녀는 언론인 보호 위원회 이사회에 속해 있으며, 글로벌 네트워크 이니셔티브(Global Network Initiative)의 창립 이사, 뉴 아메리카 재단(New America Foundation)의 오픈 테크놀로지 인스티튜트(Open Technology Institute)에서 디지털 권리 순위 지정 프로젝트의 창립 이사, 위키미디어 재단의 글로벌 옹호 담당 부사장을 맡고 있다.